# Luciano Damiani
Luciano Damiani (Bologna, 14 luglio 1923 – Roma, 20 giugno 2007) è stato uno scenografo, costumista e regista teatrale italiano.

## Biografia
Dopo gli studi artistici, grazie a una borsa di studio del Collegio Venturoli vinta nel 1941, completa la sua formazione all'Accademia di belle arti di Bologna, con Giorgio Morandi. Terminata l'Accademia inizia a lavorare come scenografo nel Teatro Soffitta dell'Università di Bologna. Nel 1952 è notato da Paolo Grassi e da Giorgio Strehler che lo vogliono come scenografo al Piccolo Teatro di Milano. Sarà lui che disegnerà le scene più memorabili degli spettacoli di Strehler, tra cui "El nost Milan", "Vita di Galileo", "Le baruffe chiozzotte", "Il giardino dei ciliegi", "Il campiello", "La tempesta" e "La storia della bambola abbandonata". Scenografie in cui il senso di sintesi ha il sopravvento sul decorativo, per creare una simbiosi tra spazio scenico e ambientazione drammatica.
Nonostante il lungo sodalizio artistico con Strehler, Damiani non mancò di collaborare con altri registi, come Luigi Squarzina, Luca Ronconi e Vittorio Gassman. Rinnovò radicalmente la scenografia italiana, segnando il passaggio dalla tradizionale scenografia bidimensionale della tela dipinta a quella tridimensionale costruita, caratterizzata da superfici materiche. Luciano Damiani, può essere considerato, a tutti gli effetti, padre e inventore della scenografia moderna del XX secolo, oltre ad essere il primo in Italia a rivendicare l'autorità artistica del decoratore-scenografo, ottenendo, dopo diciotto anni di militanza, il riconoscimento ufficiale di questa professione, tramite l'attribuzione dei diritti d'autore.
In seguito si cimentò nella regia teatrale, con l'allestimento di numerosi lavori, rappresentati anche fuori dall'Italia. Dal 1981 lavorò per la realizzazione di un teatro proprio, chiamato Teatro di Documenti, sito in Roma, dove ebbe occasione di inscenare la propria idea di teatro: utopico, intimista, sperimentale. Nel suo teatro-gioiello ha dato vita ad una compagnia di repertorio, formata da diversi giovani interpreti, con la quale ha portato in scena svariati spettacoli: "MC & Lady", "Sipari di Autoritratto", "Amleto", "Il Padre de li santi", "La Mandragola", "Le Baccanti", "Sonetti lussuriosi" ed altri, sperimentando innovative idee registiche, caratterizzate dalla frantumazione delle battute del testo, dalla rottura del teatro di personaggio, da rimandi sonori e da vere e proprie scenografie verbali.

## Premi e riconoscimenti
Nel 1987 ha ricevuto il premio della critica teatrale; nel 1989 il premio Aldo Trionfo; nel 1996 la Maschera D'argento e nel 2008 il premio Franco Enriquez.

## Filmografia parziale
- L'uomo della Mancha (Man of La Mancha), regia di Arthur Hiller (1972)